# Maxim Gennadjewitsch Maximow
Maxim Gennadjewitsch Maximow (russisch Макси́м Генна́дьевич Макси́мов; * 6. September 1979 in Ischewsk, Udmurtien) ist ein ehemaliger russischer Biathlet.
Maxim Maximow nahm 1999 in Pokljuka erstmals an einer Junioren-Weltmeisterschaft teil, wo er den 22. Platz im Einzel belegte. 2001 trat er in Ridnaun erstmals bei einem Rennen im Biathlon-Europacup an. Höhepunkt des Jahres war die Teilnahme an der Europameisterschaft in Haute-Maurienne, wo er jedoch keine herausragenden Ergebnisse erreichte. Trotzdem konnte er kurz darauf in Oslo am Holmenkollen sein Debüt beim Finale des Biathlon-Weltcups der Saison 2000/01 geben. Im Sprint belegte er den 40. Platz. Nach einer dreijährigen Auszeit trat Maximow 2004 bei den Europameisterschaften in Minsk an. Seit der Saison 2004/05 trat er häufig im Europacup an. Sein erstes Rennen in Obertilliach beendete er als Zweiter in einem Einzel, weitere gute Platzierungen folgten. 2008 rückte er für den suspendierten Iwan Tscheresow ins Weltcupteam auf. Sein erstes Rennen nach fast siebenjähriger Pause, ein Sprint in Ruhpolding, beendete der Russe als 13. und gewann damit auch erstmals Weltcuppunkte. Weitere Punktgewinne folgten in den Rennen danach. Bei den Weltmeisterschaften 2008 in Östersund und 2011 in Chanty-Mansijsk holte er jeweils im Einzel-Rennen eine Bronze- und Silbermedaille.

## Platzierungen im Biathlon-Weltcup
Die Tabelle zeigt alle Platzierungen (je nach Austragungsjahr einschließlich Olympische Spiele und Weltmeisterschaften).
- 1.–3. Platz: Anzahl der Podiumsplatzierungen
- Top 10: Anzahl der Platzierungen unter den ersten zehn (einschließlich Podium)
- Punkteränge: Anzahl der Platzierungen innerhalb der Punkteränge (einschließlich Podium und Top 10)
- Starts: Anzahl gelaufener Rennen in der jeweiligen Disziplin

| Platzierung                      | Einzel | Sprint | Verfolgung | Massenstart | Staffel | Gesamt |
| -------------------------------- | ------ | ------ | ---------- | ----------- | ------- | ------ |
| 1. Platz                         |        |        |            |             | 1       | 1      |
| 2. Platz                         |        |        |            |             |         |        |
| 3. Platz                         | 1      |        |            |             |         | 1      |
| Top 10                           | 1      |        |            | 1           | 2       | 4      |
| Punkteränge                      | 3      | 8      | 6          | 3           | 2       | 22     |
| Starts                           | 6      | 15     | 9          | 3           | 2       | 35     |
| Stand: nach der Saison 2009/2010 |        |        |            |             |         |        |